# Jacek Malczewski
Jacek Malczewski né le 15 juillet 1854 à Radom et mort le 8 octobre 1929 à Cracovie est un peintre polonais.
Il est un important représentant du mouvement symboliste en Pologne.

## Biographie
Jacek Malczewski grandit dans une famille de noblesse ruinée. Son père est Janusz, membre du clan Tarnawa, sa mère est née Szymanowska, nièce de Feliks Korwin-Szymanowski (pl) et cousine de Théodore de Korwin Szymanowski. Ses parents sont ses premiers maîtres. Ils l'envoient à l'âge de 13 ans en pension chez un oncle qui possède une propriété.
En 1871, il part pour Cracovie, où il fréquente le lycée et assiste en auditeur libre aux cours de l'école des beaux-arts, qui deviendra plus tard l'académie des beaux-arts. Le directeur de l'école, Jan Matejko, est le premier à reconnaître le talent du jeune homme ; il l'encourage à se consacrer à des études d'arts plastiques et à terminer son cursus à l'École des beaux-arts de Paris.
En 1896, Malczewski revient à Cracovie, cette fois comme professeur aux Beaux-arts. Il y enseigne une première fois de 1896 à 1900, puis de 1912 à 1921. Entretemps, en 1897, il adhère à la confrérie des artistes de Cracovie, la Sztuka (L'Art).
Dans un premier temps, Malczewski peint des scènes de genre campagnardes et des tableaux historiques dans l'esprit du réalisme. Sa palette sombre dénote l'influence d'Artur Grottger. En 1890, il s'intéresse au symbolisme, tout en restant fidèle à son inspiration historique. Il peint notamment Śmierć Ellenai (La Mort d'Ellenai, 1883), Wigilia na Syberii (Réveillon de Noël en Sibérie, 1892), Melancholia (Mélancolie, 1890–1894) et Błędne koło (Le Cercle vicieux, 1895–1897). Ses tableaux évoquent souvent la musique : Muzyka (La Musique, 1902), Nieznana nuta (Note inconnue, 1902), Moja piesn (Mon chant, 1904) ; la mort (Smierc, 1902 ; Thanatos, 1898) et l'immortalité (Zmartwychwstanie - Niesmiertelnosc, 1900). Il a également laissé de nombreux autoportraits imprégnés d'une auto-ironie subtile.
Malgré de nombreux séjours à l'étranger, en France, Allemagne, Autriche, Italie, Grèce et Turquie, il reste proche du style de l'art polonais et du folklore de son pays. Il devient une des figures les plus importantes du mouvement Jeune Pologne au début du XXe siècle.

## Œuvres
- Les prisonniers (Route de Sibérie), 1883 - Varsovie, Musée national
- Mélancolie, 1890-1894 - Poznan, Musée National
- Vicious Circle, 1897 - Poznan, Musée National
- Hamlet polonais. Portrait d'Aleksander Wielopolski, 1903, musée national de Varsovie.
- Cycle de peintures Zatruta studnia, 1905–1906.
- Portrait de Tadeusz Blotnicki avec la Méduse, 1905 - Varsovie Musée National
- Triptyque : Musique, 1906 - Varsovie Musée National
- Autoportrait à la Muse, Radom Musée Malczewski
- Eloe, 1909 - Lviv National Art Galerie d'Art
- Le Christ et la Samaritaine, 1910 - Lviv National Art Gallery
- Portrait of a Woman against a rowamberry grove, 1917 - Varsovie National Museum

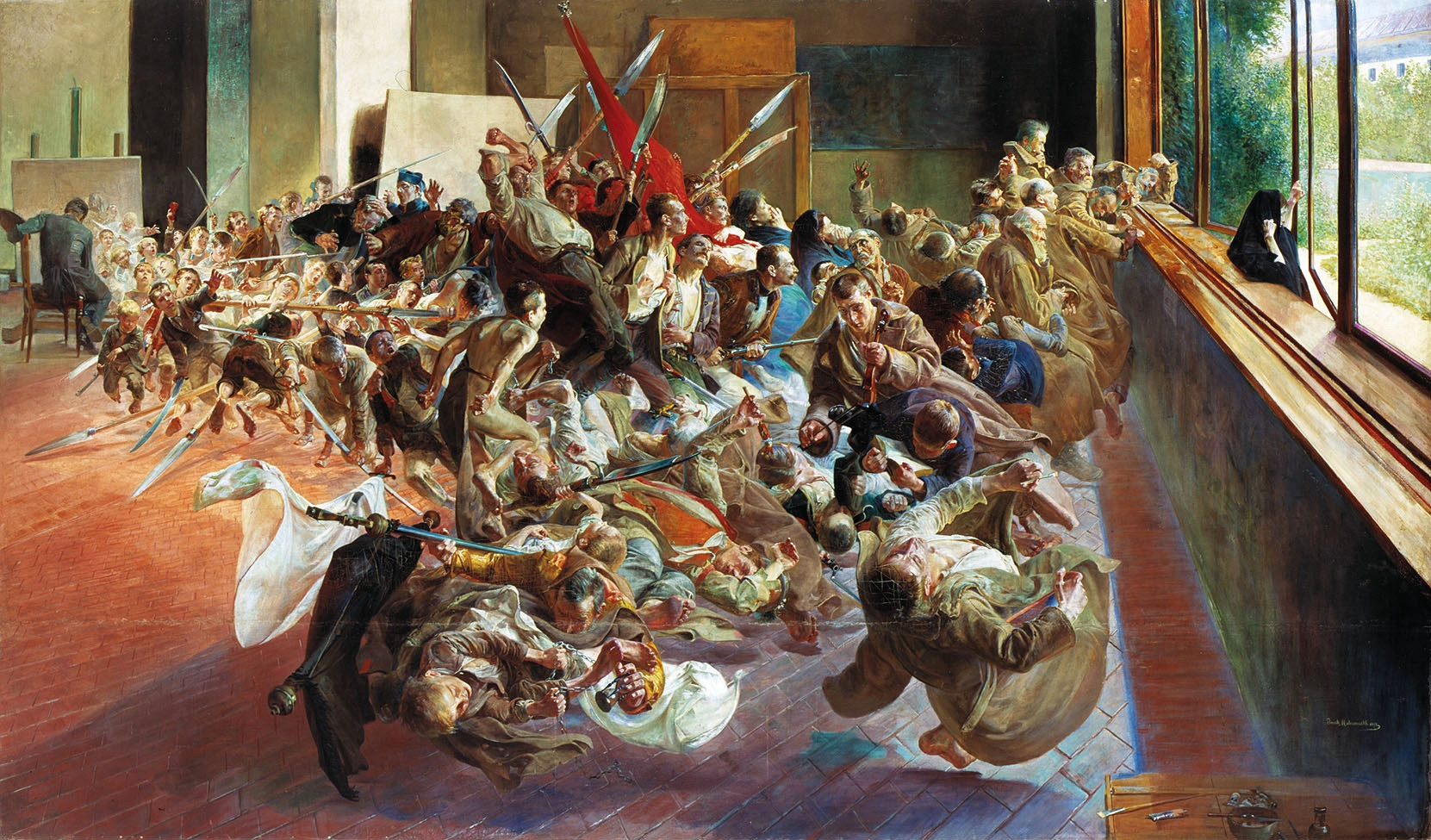
Mélancolie (1890-1894), musée national de Poznań.
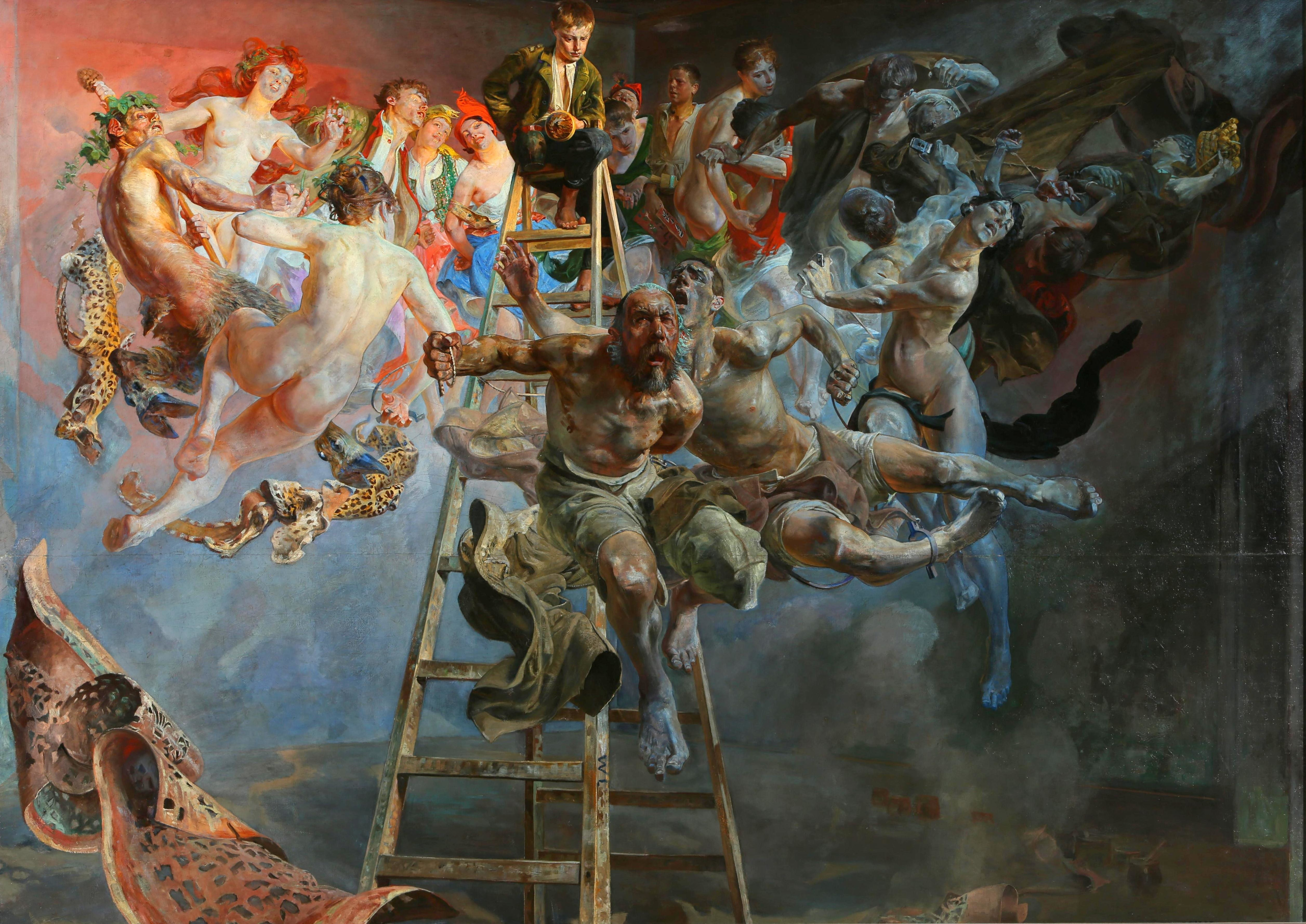
Vicous Circle, 1897 - Poznan National Museum
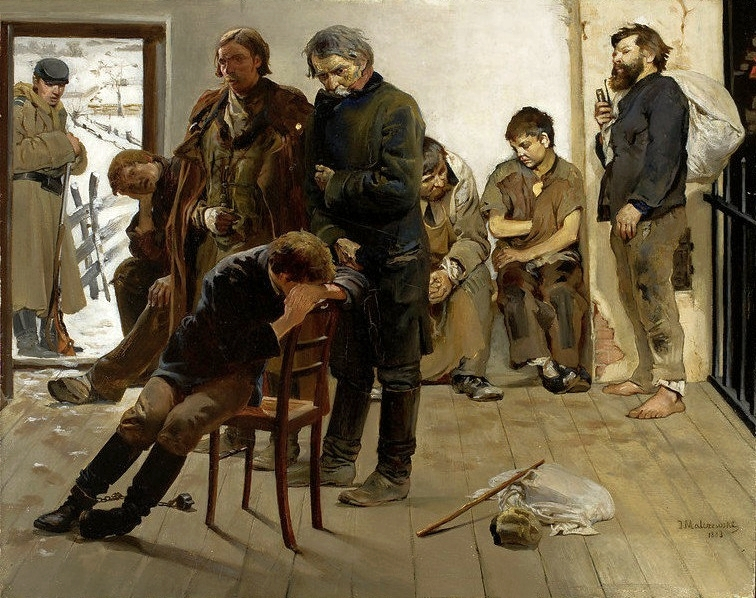
Les Prisonniers (Route de Sibérie) (1883), musée national de Varsovie.
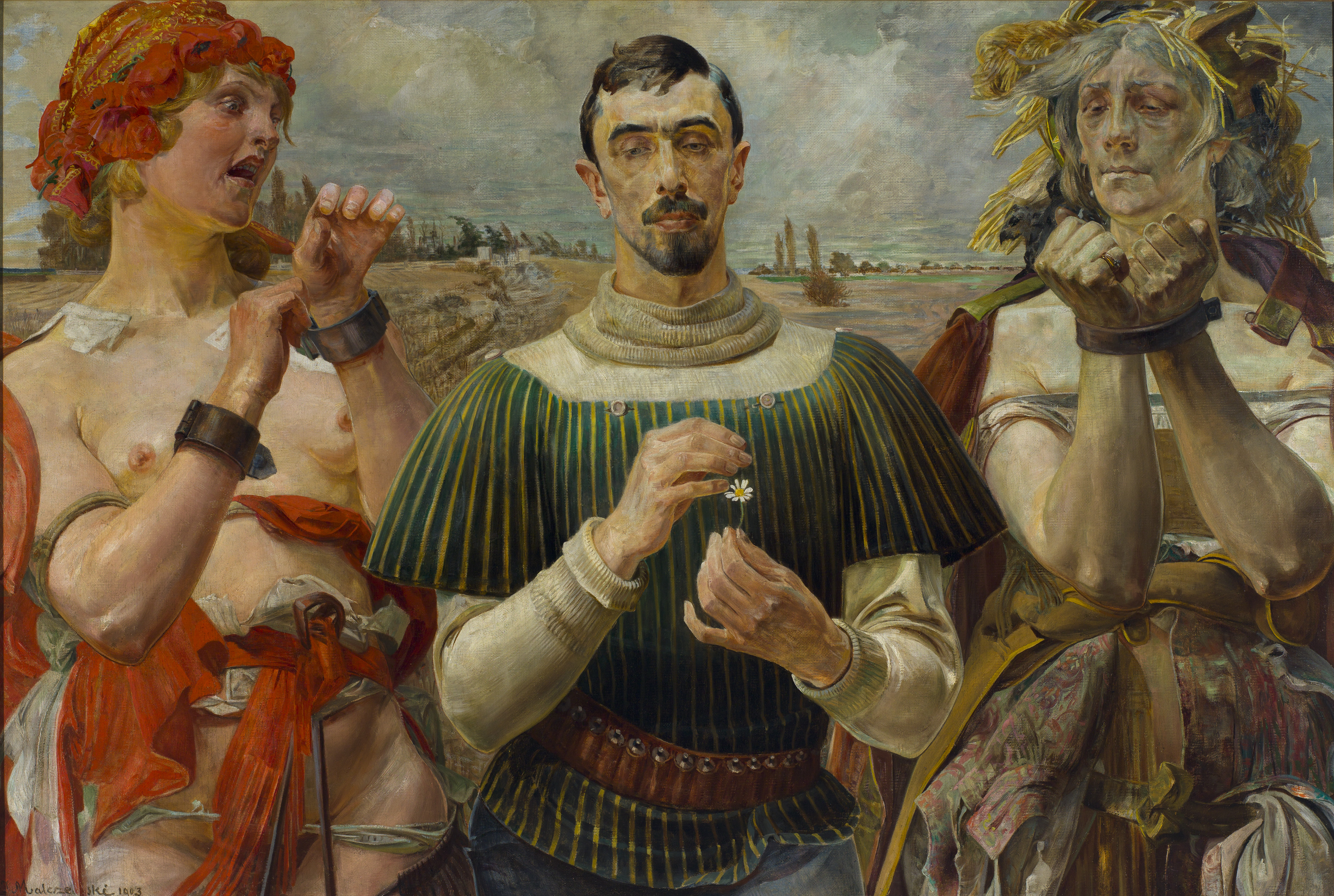
Hamlet polonais. Portrait d'Alexandre Wielopolski (1903), musée national de Varsovie.
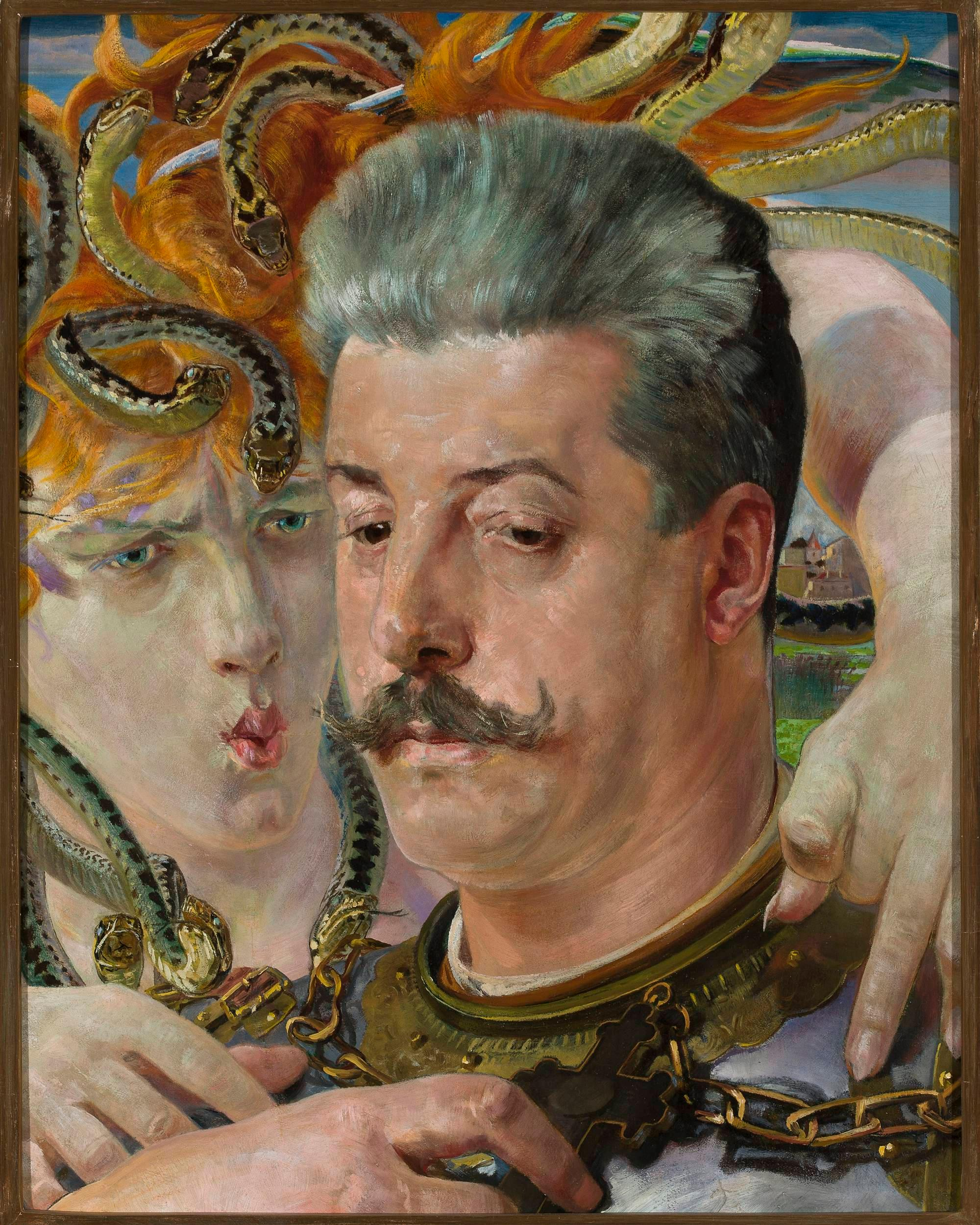
Portrait de Tadeusz Błotnicki avec la Méduse (1905), musée national de Varsovie.
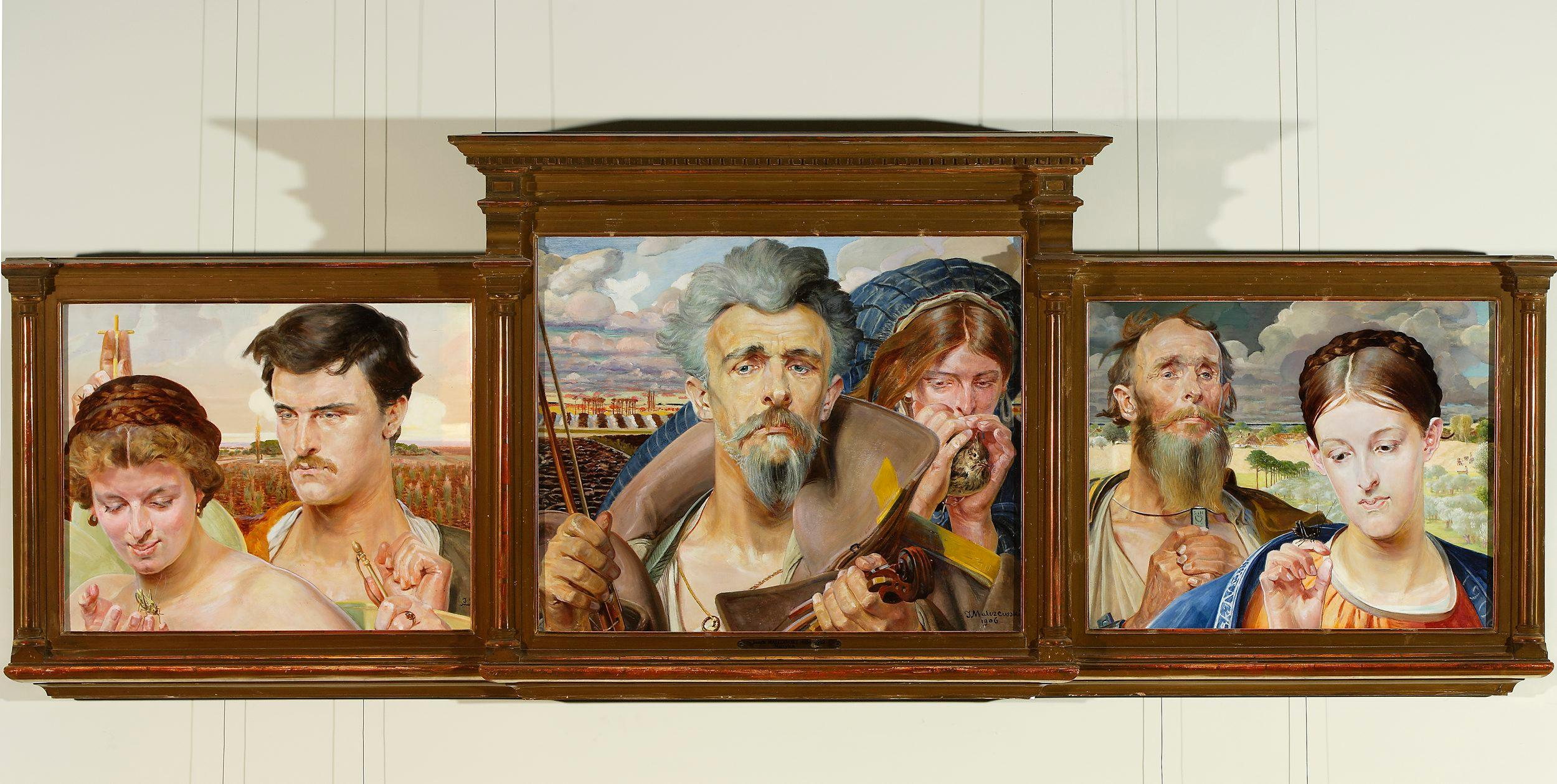
Musique (1906), triptyque, musée national de Varsovie.
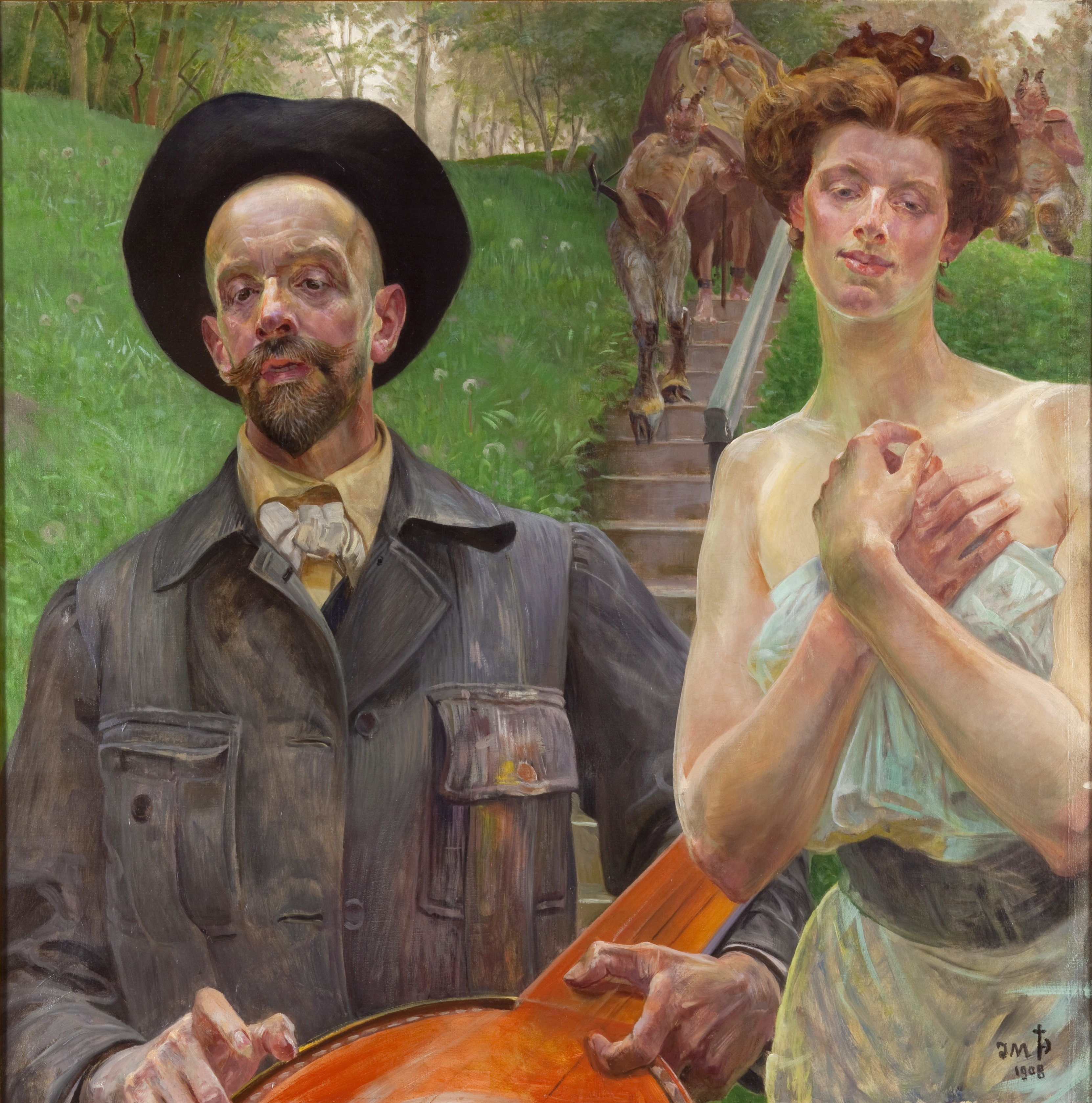
Autoportrait à la muse (1908), Radom, musée Jacek Malczewski.
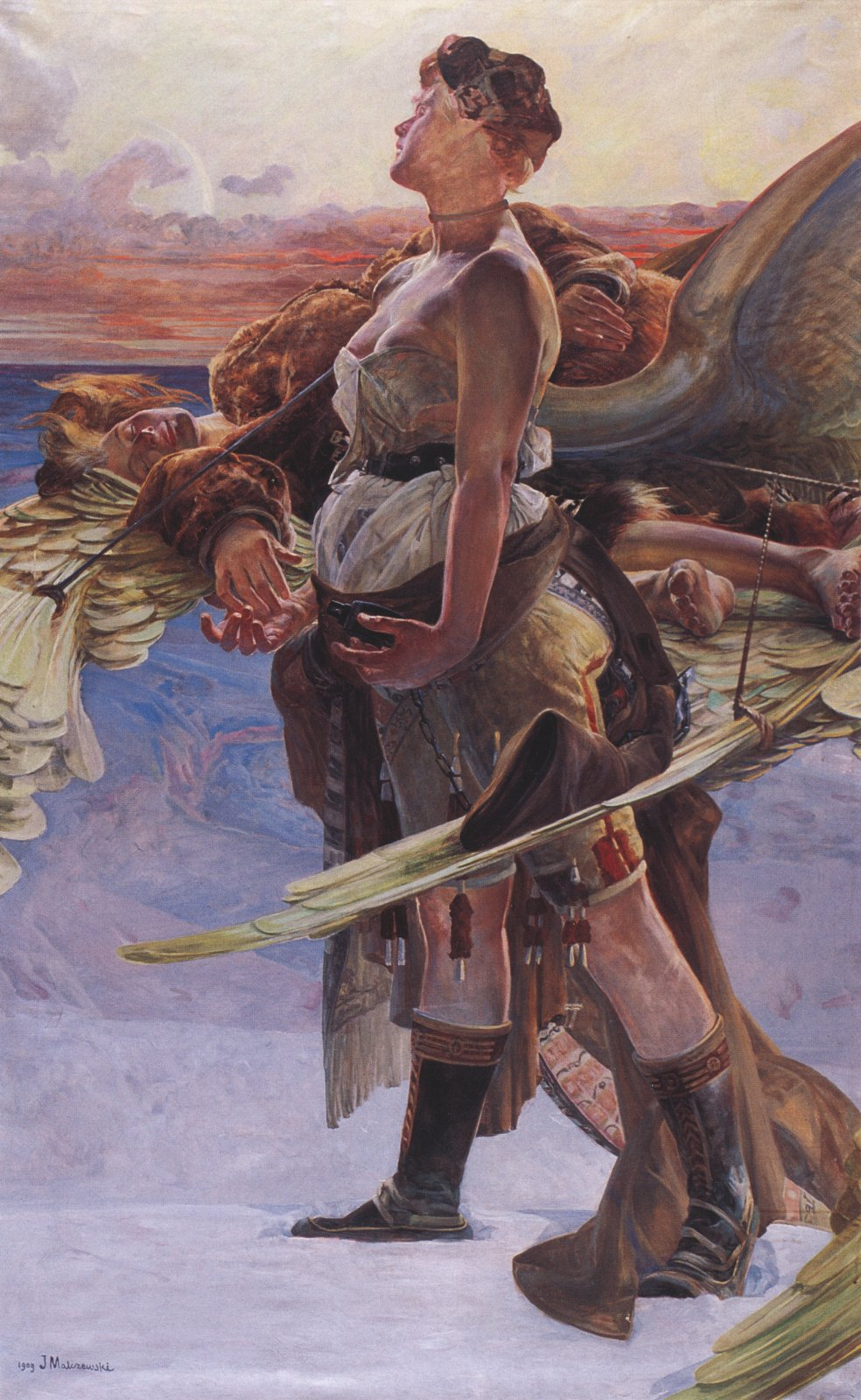
Eloe (1909), Galerie d'art de Lviv.
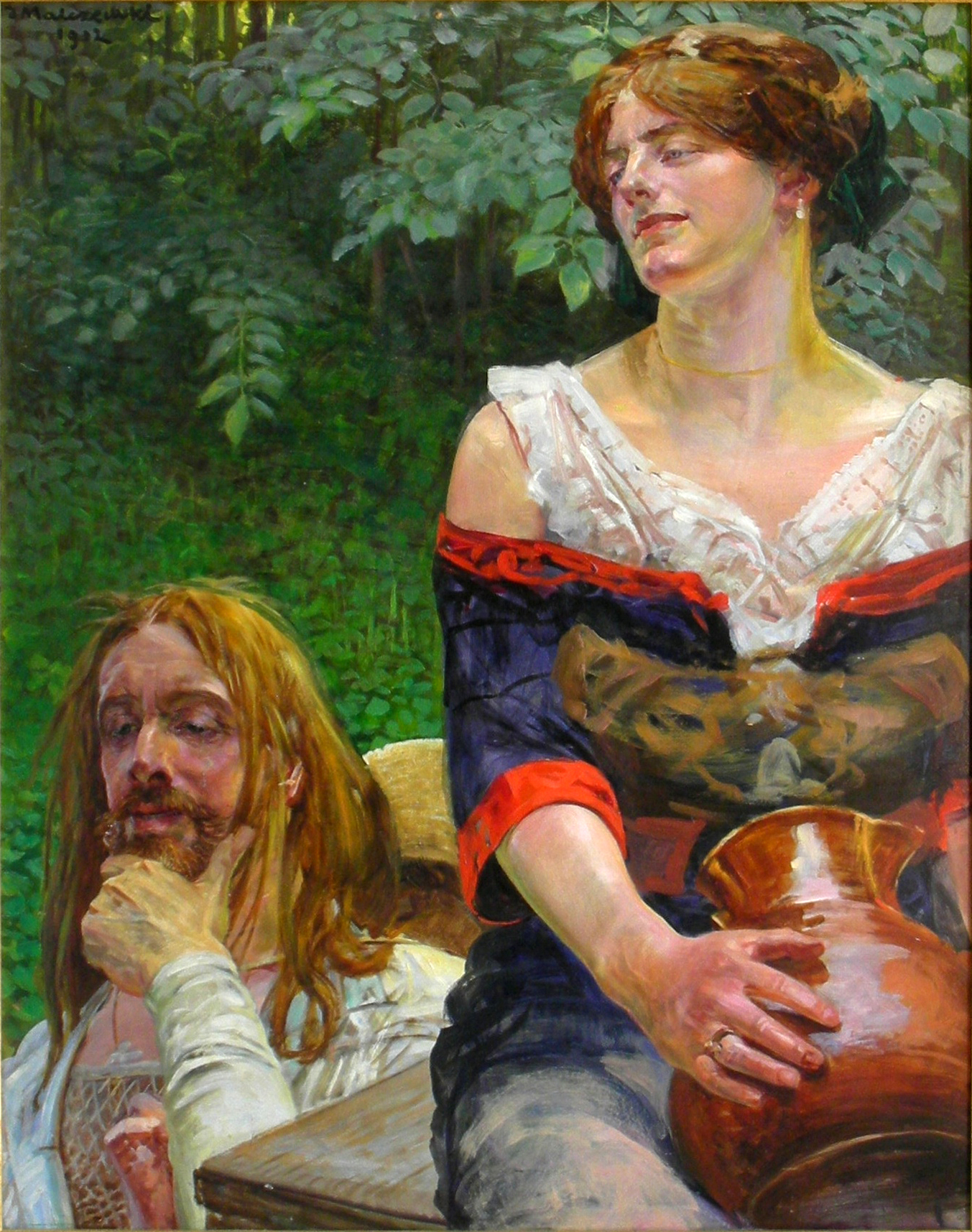
Le Christ et la Samaritaine, 1910 - Lviv National Art Gallery
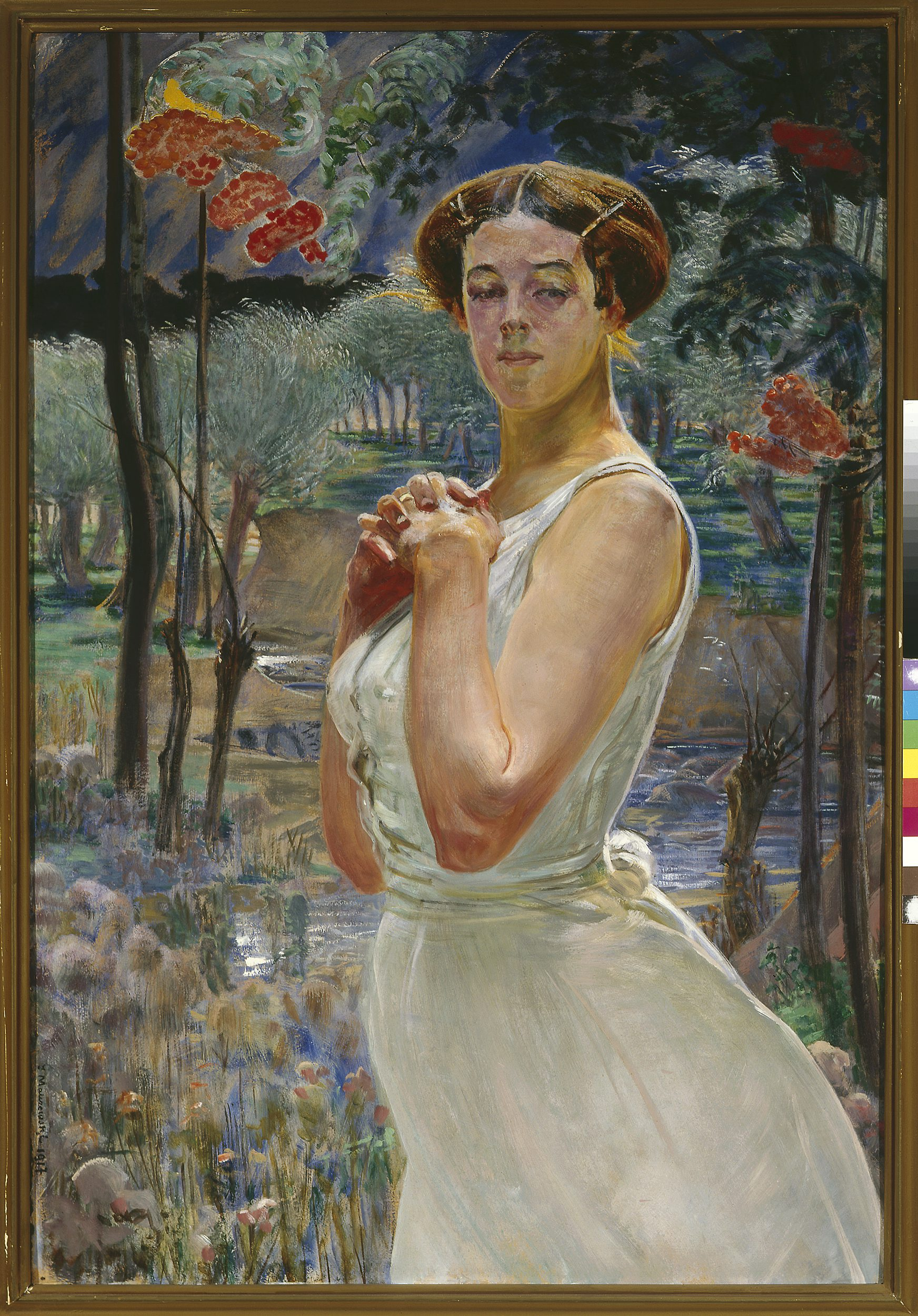
Portrait of a Woman against a rowanberry grove, 1917 - Varsovie National Museum